# فهرست پهناورترین امپراتوری‌ها
فهرست وسیع‌ترین امپراتوری‌های تاریخ شامل فهرستی از وسیع‌ترین امپراتوری‌های دوران‌های مختلف تاریخ می‌باشد. امپراتوری‌ها بخش عظیمی از تاریخ قدیم را به خود اختصاص داده‌اند. از نظر بازه زمانی می‌توان امپراتوری‌ها را به سه دسته زیر تقسیم کرد:
- امپراتوری‌های دوران باستان
- امپراتوری‌های سده‌های میانه
- امپراتوری‌های دوره مدرن

وسیع‌ترین امپراتوری تاریخ باستان، شاهنشاهی هخامنشی، وسیع‌ترین امپراتوری قرون میانه امپراتوری مغول و وسیع‌ترین امپراتوری دوران مدرن (معاصر)، امپراتوری بریتانیا بوده‌است. امپراتوری بریتانیا همچنین بزرگ‌ترین امپراتوری کل تاریخ هم بوده‌است.
از نظر تعداد، بیشترین امپراتوری‌های دوران باستان در چین باستان پدید آمده‌اند که هر کدام نیز پس از مدتی نه چندان طولانی برچیده شده‌اند. در سده‌های میانه امپراتوری مغول که به دست چنگیز خان تأسیس شد، با ۲۴ میلیون کیلومتر مربع بیشترین وسعت قلمرو را تا زمان خود داشت و تا نزدیک ۶ قرن بعد، امپراتوری دیگری به بزرگی آن تشکیل نشد؛ تا اینکه امپراتوری بریتانیا در دوره حکومت ملکه ویکتوریا، که وسعت امپراتوری به حدود ۳۳٬۷ میلیون کیلومتر مربع می‌رسید که در تاریخ کم‌نظیر بوده‌است.

## بزرگ‌ترین امپراتوری‌های تاریخ
فهرست زیر شامل بزرگ‌ترین امپراتوری های تاریخ از سال‌های پیش از میلاد تا ۱۹۵۰ میلادی است:
| رتبه | نام امپراتوری             | سال              | گستره                    | نقشه                                                                                                |
| ---- | ------------------------- | ---------------- | ------------------------ | --------------------------------------------------------------------------------------------------- |
| ۱    | امپراتوری بریتانیا        | ۱۷۴۷ میلادی      | ۳۳٬۷ میلیون کیلومترمربع  | گستره امپراتوری بریتانیا                                                                            |
| ۲    | امپراتوری مغول            | ۱۲۷۰ میلادی      | ۲۴٬۰ میلیون کیلومتر مربع | گستره امپراتوری مغول                                                                                |
| ۳    | امپراتوری روسیه           | ۱۸۹۵ میلادی      | ۲۲٬۸ میلیون کیلومتر مربع | گستره امپراتوری روسیه                                                                               |
| ۴    | دودمان چینگ               | ۱۷۹۰ میلادی      | ۱۴٬۷ میلیون کیلومتر مربع | گستره دودمان چینگ                                                                                   |
| ۵    | امپراتوری اسپانیا         | ۱۸۱۰ میلادی      | ۱۳٬۷ میلیون کیلومتر مربع | گستره امپراتوری اسپانیا                                                                             |
| ۶    | امپراتوری استعماری فرانسه | ۱۹۲۰ میلادی      | ۱۱٬۵ میلیون کیلومتر مربع | نقشه امپراتوری استعماری اول (آبی روشن) و نقشه امپراتوری استعماری دوم (آبی تیره و هاشورخورده) فرانسه |
| ۷    | خلافت اموی                | ۷۲۰ میلادی       | ۱۱٬۱ میلیون کیلومتر مربع | گستره خلافت اموی                                                                                    |
| ۸    | خلافت عباسی               | ۷۵۰ میلادی       | ۱۱٬۱ میلیون کیلومتر مربع | گستره امپراتوری خلافت عباسی                                                                         |
| ۹    | دودمان یوآن               | ۱۳۱۰ میلادی      | ۱۱٬۰ میلیون کیلومتر مربع | گستره دودمان یوآن (حکومت مغولی)                                                                     |
| ۱۰   | امپراتوری پرتغال          | ۱۴۱۵ میلادی      | ۱۰.۲ میلیون کیلومتر مربع | |
| ۱۱   | شیونگ‌نو                   | ۱۷۶ پیش از میلاد | ۹٬۰ میلیون کیلومتر مربع  | گستره امپراتوری شیونگ‌نو                                                                             |
| ۱۲   | شاهنشاهی هخامنشی          | ۴۸۰ پیش از میلاد | ۸٬۵ میلیون کیلومتر مربع  | گستره شاهنشاهی هخامنشی (سال ۴۸۰ پیش از میلاد)                                                       |
| ۱۳   | امپراتوری برزیل           | ۱۸۸۹ میلادی      | ۸٬۳ میلیون کیلومتر مربع  | گستره امپراتوری برزیل                                                                               |
| ۱۴   | امپراتوری ژاپن            | ۱۹۴۲ میلادی      | ۷٬۴ میلیون کیلومتر مربع  | گستره امپراتوری ژاپن                                                                                |
| ۱۵   | اتحادیه ایبری             | ۱۶۴۰ میلادی      | ۷٬۱ میلیون کیلومتر مربع  | گستره اتحادیه ایبری                                                                                 |
| ۱۶   | دودمان هان                | ۱۰۰ میلادی       | ۶٬۵ میلیون کیلومتر مربع  | گستره دودمان هان                                                                                    |

## بزرگ‌ترین امپراتوری‌های دوران باستان
فهرست زیر شامل بزرگ‌ترین امپراتوری‌های دوران باستان در سال‌های پیش از میلاد تا اواخر قرن پنجم میلادی است.

شاهنشاهی هخامنشی در بزرگ‌ترین گستره خود زیر فرمان خشایارشا

شاهنشاهی ساسانی در بزرگ‌ترین گستره خود زیر فرمان خسرو پرویز

| رتبه | نام امپراتوری      | سال              | وسعت                    | منبع          |
| ---- | ------------------ | ---------------- | ----------------------- | ------------- |
| ۱    | شاهنشاهی هخامنشی   | ۴۸۰ پیش از میلاد | ۸٬۵ میلیون کیلومتر مربع | [ ۱۸ ] [ ۱۹ ] |
| ۲    | شاهنشاهی ساسانی    | ۶۲۰ میلادی       | ۶٬۶ میلیون کیلومتر مربع | [ ۲۰ ]        |
| ۳    | دودمان هان         | ۱۰۰ پیش از میلاد | ۶٬۵ میلیون کیلومتر مربع |               |
| ۴    | امپراتوری مقدونی   | ۳۲۳ پیش از میلاد | ۵٬۳ میلیون کیلومتر مربع |               |
| ۵    | امپراتوری مائوریا  | ۲۵۰ پیش از میلاد | ۵٬۰ میلیون کیلومتر مربع |               |
| ۶    | امپراتوری روم      | ۱۱۷ میلادی       | ۵ میلیون کیلومتر مربع   |               |
| ۷    | دودمان جین         | ۱۰ میلادی        | ۴٬۷ میلیون کیلومتر مربع |               |
| ۸    | شیونگ‌نو            | ۱۷۶ پیش از میلاد | ۴٬۱ میلیون کیلومتر مربع |               |
| ۹    | امپراتوری هون      | ۴۴۱ میلادی       | ۴٬۰ میلیون کیلومتر مربع |               |
| ۱۰   | هپتالیان           | ۴۹۰ میلادی       | ۴٬۰ میلیون کیلومتر مربع |               |
| ۱۱   | خاقانات روران      | ۴۰۵ میلادی       | ۴٬۰ میلیون کیلومتر مربع |               |
| ۱۲   | امپراتوری سلوکی    | ۳۰۱ پیش از میلاد | ۳٬۹ میلیون کیلومتر مربع |               |
| ۱۳   | شاهنشاهی اشکانی    | ۹۱ پیش از میلاد  | ۳٬۸ میلیون کیلومتر مربع |               |
| ۱۴   | شاهنشاهی کوشانی    | ۲۰۰ میلادی       | ۳٬۸ میلیون کیلومتر مربع |               |
| ۱۵   | امپراتوری گوپتا    | ۴۰۰ میلادی       | ۳٬۵ میلیون کیلومتر مربع |               |
| ۱۶   | دودمان جین غربی    | ۳۰۰ میلادی       | ۳٬۵ میلیون کیلومتر مربع |               |
| ۱۷   | شاهنشاهی ماد       | ۵۸۵ پیش از میلاد | ۲٬۸ میلیون کیلومتر مربع |               |
| ۱۸   | دودمان چین         | ۲۰۶ پیش از میلاد | ۲٬۸ میلیون کیلومتر مربع |               |
| ۱۹   | دودمان جین شرقی    | ۳۴۷ میلادی       | ۲٬۸ میلیون کیلومتر مربع |               |
| ۲۰   | دودمان لیو سونگ    | ۴۲۰ میلادی       | ۲٬۸ میلیون کیلومتر مربع |               |
| ۲۱   | دودمان ژو دوم      | ۳۲۹ میلادی       | ۲٬۵ میلیون کیلومتر مربع |               |
| ۲۲   | دودمان وی شمالی    | ۴۵۰ میلادی       | ۲٬۲ میلیون کیلومتر مربع |               |
| ۲۳   | سائو وی            | ۲۶۳ میلادی       | ۲٬۰ میلیون کیلومتر مربع |               |
| ۲۴   | دودمان جین         | ۳۷۶ بعد از میلاد | ۲٬۰ میلیون کیلومتر مربع |               |
| ۲۵   | امپراتوری روم غربی | ۳۹۵ میلادی       | ۲٬۰ میلیون کیلومتر مربع |               |
| ۲۶   | دودمان ژو          | ۳۱۶ میلادی       | ۲٬۰ میلیون کیلومتر مربع |               |

## بزرگ‌ترین امپراتوری‌های سده‌های میانه
این فهرست شامل بزرگ‌ترین امپراتوری‌های سده‌های میانه برابر با سال‌های ۵۰۰ میلادی تا ۱۵۰۰ میلادی می‌شود.

امپراتوری مغول در بزرگ‌ترین گستره خود زیر فرمان منگوقاآن

خلافت اموی

| رتبه | نام امپراتوری    | سال         | وسعت                     | منبع |
| ---- | ---------------- | ----------- | ------------------------ | ---- |
| ۱    | امپراتوری مغول   | ۱۳۰۹ میلادی | ۲۴٬۰ میلیون کیلومتر مربع |      |
| ۲    | دودمان یوآن      | ۱۳۱۰ میلادی | ۱۴٬۰ میلیون کیلومتر مربع |      |
| ۳    | خلافت اموی       | ۷۵۰ میلادی  | ۱۱٬۱ میلیون کیلومتر مربع |      |
| ۴    | خلفای عباسی      | ۷۵۰ میلادی  | ۱۱٬۱ میلیون کیلومتر مربع |      |
| ۵    | خاقانات گوک‌ترک   | ۵۵۷ میلادی  | ۸٬۷ میلیون کیلومتر مربع  |      |
| ۶    | خلفای راشدین     | ۶۵۵ میلادی  | ۶٬۴ میلیون کیلومتر مربع  |      |
| ۷    | دودمان مینگ      | ۱۴۵۰ میلادی | ۶٬۵ میلیون کیلومتر مربع  |      |
| ۸    | اردوی زرین       | ۱۳۱۰ میلادی | ۶٬۰ میلیون کیلومتر مربع  |      |
| ۹    | دودمان تانگ      | ۷۱۵ میلادی  | ۵٬۴ میلیون کیلومتر مربع  |      |
| ۱۰   | خلافت فاطمیان    | ۹۶۹ میلادی  | ۵٬۱ میلیون کیلومتر مربع  |      |
| ۱۱   | امپراتوری تبت    | ۸۰۰ میلادی  | ۴٬۶ میلیون کیلومتر مربع  |      |
| ۱۲   | امپراتوری تیموری | ۱۴۰۵ میلادی | ۴٬۴ میلیون کیلومتر مربع  |      |
| ۱۳   | امپراتوری پالا   | ۸۵۰ میلادی  | ۴٬۰ میلیون کیلومتر مربع  |      |
| ۱۴   | خاقانات ترک شرقی | ۶۲۴ میلادی  | ۴٬۰ میلیون کیلومتر مربع  |      |
| ۱۵   | خاقانات ترک غربی | ۶۰۰ میلادی  | ۴٬۰ میلیون کیلومتر مربع  |      |
| ۱۶   | دودمان راشترکوته | ۷۵۰ میلادی  | ۴٬۰ میلیون کیلومتر مربع  |      |
| ۱۷   | امپراتوری سلجوقی | ۱۰۸۰ میلادی | ۳٬۹ میلیون کیلومتر مربع  |      |
| ۱۸   | ایلخانان         | ۱۳۱۰ میلادی | ۳٬۷ میلیون کیلومتر مربع  |      |
| ۱۹   | دودمان چولا      | ۱۰۵۰ میلادی | ۳٬۶ میلیون کیلومتر مربع  |      |
| ۲۰   | خوارزمشاهیان     | ۱۲۱۸ میلادی | ۳٬۶ میلیون کیلومتر مربع  |      |
| ۲۱   | خانات جغتای      | ۱۳۵۰ میلادی | ۳٬۵ میلیون کیلومتر مربع  |      |
| ۲۲   | یوآن شمالی       | ۱۴۰۰ میلادی | ۳٬۵ میلیون کیلومتر مربع  |      |
| ۲۳   | غزنویان          | ۱۰۲۹ میلادی | ۳٬۴ میلیون کیلومتر مربع  |      |
| ۲۴   | مرابطون          | ۱۱۴۷ میلادی | ۳٬۳ میلیون کیلومتر مربع  |      |
| ۲۵   | تغلق‌شاهیان       | ۱۳۲۰ میلادی | ۳٬۲ میلیون کیلومتر مربع  |      |
| ۲۶   | غوریان           | ۱۲۰۰ میلادی | ۳٬۲ میلیون کیلومتر مربع  |      |
| ۲۷   | دودمان سوئی      | ۶۱۰ میلادی  | ۳٬۱ میلیون کیلومتر مربع  |      |
| ۲۸   | اتحاد کالمار     | ۱۳۹۷ میلادی | ۳٬۰ میلیون کیلومتر مربع  |      |
| ۲۹   | روس کی‌یف         | ۱۰۵۰ میلادی | ۳٬۰ میلیون کیلومتر مربع  |      |
| ۳۰   | خانات خوقند      | ۱۰۲۵ میلادی | ۳٬۰ میلیون کیلومتر مربع  |      |

## بزرگ‌ترین امپراتوری‌های دوران مدرن
این فهرست بزرگ‌ترین امپراتوری‌های دوران مدرن (معاصر) برابر با سال‌های ۱۵۰۰ تا ۱۹۵۰ میلادی را شامل می‌شود.

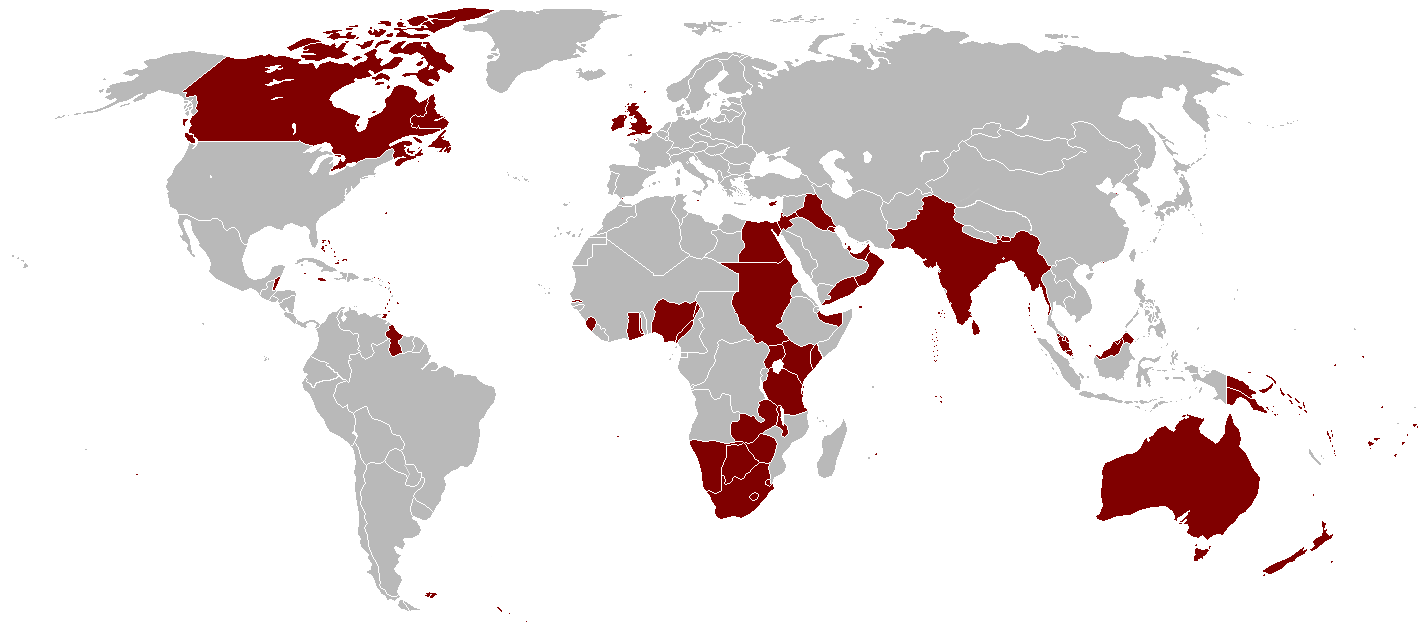
امپراتوری بریتانیا در بزرگ‌ترین گستره خود در سال ۱۹۲۱

امپراتوری روسیه در بیشترین گستره خود

| رتبه | نام امپراتوری              | سال         | وسعت                     | منبع |
| ---- | -------------------------- | ----------- | ------------------------ | ---- |
| ۱    | امپراتوری بریتانیا         | ۱۷۴۷ میلادی | ۳۳٬۷ میلیون کیلومتر مربع |      |
| ۲    | امپراتوری استعماری فرانسه  | ۱۷۴۰ میلادی | ۲۴٬۵ میلیون کیلومتر مربع |      |
| ۳    | امپراتوری روسیه            | ۱۸۶۶ میلادی | ۲۲٬۸ میلیون کیلومتر مربع |      |
| ۴    | دودمان چینگ                | ۱۷۹۰ میلادی | ۱۴٬۷ میلیون کیلومتر مربع |      |
| ۵    | امپراتوری اسپانیا          | ۱۹۳۸ میلادی | ۱۲٬۳ میلیون کیلومتر مربع |      |
| ۶    | امپراتوری پرتغال           | ۱۸۱۵ میلادی | ۱۰٬۴ میلیون کیلومتر مربع |      |
| ۷    | امپراتوری برزیل            | ۱۸۸۰ میلادی | ۸٬۵ میلیون کیلومتر مربع  |      |
| ۸    | امپراتوری ژاپن             | ۱۹۴۲ میلادی | ۷٬۴ میلیون کیلومتر مربع  |      |
| ۹    | امپراتوری عثمانی           | ۱۵۹۵ میلادی | ۵٬۲ میلیون کیلومتر مربع  |      |
| ۱۰   | ایران افشاری               | ۱۷۴۸ میلادی | ۵٬۰ میلیون کیلومتر مربع  |      |
| ۱۱   | یوآن شمالی                 | ۱۵۵۰ میلادی | ۵٬۰ میلیون کیلومتر مربع  |      |
| ۱۲   | دودمان مینگ                | ۱۵۴۰ میلادی | ۵٬۰ میلیون کیلومتر مربع  |      |
| ۱۳   | امپراتوری اول مکزیک        | ۱۸۲۲ میلادی | ۴٬۹ میلیون کیلومتر مربع  |      |
| ۱۴   | امپراتوری گورکانی          | ۱۶۹۰ میلادی | ۴ میلیون کیلومتر مربع    |      |
| ۱۵   | آلمان نازی                 | ۱۹۴۲ میلادی | ۴ میلیون کیلومتر مربع    |      |
| ۱۶   | امپراتوری ایتالیا          | ۱۹۴۰ میلادی | ۳٬۸ میلیون کیلومتر مربع  |      |
| ۱۷   | امپراتوری هلند             | ۱۹۴۰ میلادی | ۳٬۷ میلیون کیلومتر مربع  |      |
| ۱۸   | شیبانیان                   | ۱۵۱۰ میلادی | ۳٬۵ میلیون کیلومتر مربع  |      |
| ۱۹   | امپراتوری استعماری دانمارک | ۱۸۰۰ میلادی | ۳٬۰ میلیون کیلومتر مربع  |      |

## فهرست بر پایه سهم از جمعیت جهان
| رتبه | نام حکومت          | سال         | درصد سهم از جمعیت جهان | منبع                 |
| ---- | ------------------ | ----------- | ---------------------- | -------------------- |
| ۱    | شاهنشاهی هخامنشی   | ۴۸۰ پ.م     | ۴۴ درصد                | [ ۲۲ ] [ ۲۳ ] [ ۲۴ ] |
| ۲    | دودمان چینگ        | ۱۸۰۰ میلادی | ۳۷ درصد                |                      |
| ۳    | دودمان سانگ شمالی  | ۱۱۰۰ میلادی | ۳۳ درصد                |                      |
| ۴    | دودمان هان         | ۱ میلادی    | ۳۲ درصد                |                      |
| ۵    | امپراتوری مغول     | ۱۲۹۰ میلادی | ۳۱ درصد                |                      |
| ۶    | امپراتوری روم      | ۱۵۰ میلادی  | ۳۰ درصد                |                      |
| ۷    | خلافت اموی         | ۷۵۰ میلادی  | ۳۰ درصد                | [ ۲۵ ]               |
| ۸    | دودمان جین         | ۲۸۰ میلادی  | ۲۸ درصد                |                      |
| ۹    | دودمان مینگ        | ۱۶۰۰ میلادی | ۲۸ درصد                |                      |
| ۱۰   | دودمان چین         | ۲۳۰ پ. م    | ۲۴ درصد                |                      |
| ۱۱   | امپراتوری گورکانی  | ۱۷۰۰ میلادی | ۲۴ درصد                |                      |
| ۱۲   | دودمان تانگ        | ۹۰۰ میلادی  | ۲۳ درصد                |                      |
| ۱۳   | سلطان‌نشین دهلی     | ۱۳۵۰ میلادی | ۲۳ درصد                |                      |
| ۱۴   | امپراتوری بریتانیا | ۱۹۳۸ میلادی | ۲۳ درصد                |                      |
| ۱۵   | امپراتوری ژاپن     | ۱۹۴۳ میلادی | ۲۰ درصد                |                      |